# 1898 aux échecs
| Années des échecs : 1895 - 1896 - 1897 - 1898 - 1899 - 1900 - 1901    |
| Décennies des échecs : 1860 - 1870 - 1880 - 1890 - 1900 - 1910 - 1920 |

Cet article présente les faits marquants de l'année 1898 aux échecs.

## Championnats nationaux
- Empire allemand : Amos Burn remporte le championnat du Congrès[1],[2].
- Canada : James Narraway remporte le championnat[3].

- Écosse : George Brunton Fraser remporte le championnat[4].

- Suisse : Ulrich Bachmann remporte le championnat [5].

## Naissances
- Alexandre Iline-Jenevski
- William Winter

## Nécrologie
- En 1898 : Charles Moehle (en)
- 1 avril : Celso Golmayo
- 3 mai : William Wayte (en)